# کوری بلکت-تیلور
کوری بلکت-تیلور (انگلیسی: Corey Blackett-Taylor؛ زادهٔ ۲۳ سپتامبر ۱۹۹۷) بازیکن فوتبال اهل بریتانیا است.
از باشگاه‌هایی که در آن بازی کرده‌است می‌توان به باشگاه فوتبال استون ویلا اشاره کرد.
وی همچنین در تیم ملی فوتبال زیر ۱۹ سال انگلستان بازی کرده‌است.